# Castoponera scotopoda
Castoponera scotopoda là một loài nhện trong họ Corinnidae.
Loài này thuộc chi Castoponera. Castoponera scotopoda được Christa L. Deeleman-Reinhold miêu tả năm 1993.